# Alchouka (przystanek kolejowy)
Alchouka (biał. Альхоўка, ros. Ольховка) – przystanek kolejowy w pobliżu miejscowości Arechauka, w rejonie kliczewskim, w obwodzie mohylewskim, na Białorusi. Położony jest na linii Osipowicze – Mohylew.